# 林廷雲
林廷云（？—？），字子腾，號石壁，福建泉州府晉江縣人，明朝政治人物。進士出身。

## 生平
万历二十五年丁酉科福建鄉試舉人，二十六年联捷戊戌科进士，兵部觀政，二十八年授刑部主事，三十二年丁憂。以考察降调，三十五年降两淮运判，三十八年升南户部主事，管仓政，严收慎放，军民便之。四十一年考察降调，四十四年降调广东都事，四十五年京察去職。